# Las Vegas Invitational
El Las Vegas Invitational es un torneo de baloncesto universitario entre ocho equipos que se disputa durante la semana del Día de Acción de Gracias. La ronda final del torneo de 2009 se celebró los días 27 y 28 de noviembre, en el Orleans Arena en Las Vegas. Los equipos que participaron fueron Illinois, Oklahoma State, Utah, Bradley, Seattle, Presbyterian College, Wofford College y Southern University. El primer campeón del evento fue Oklahoma State.

## Las Vegas Invitational 2009
Los partidos se disputaron en el Orleans Arena en Las Vegas.
|  | Semifinales Viernes, 27 de noviembre | Semifinales Viernes, 27 de noviembre | Semifinales Viernes, 27 de noviembre |      |                | Final Sábado, 28 de noviembre | Final Sábado, 28 de noviembre | Final Sábado, 28 de noviembre |  |
|  |                                      |                                      |                                      |      |                |                               |                               |                               |  |
|  |                                      |                                      |                                      |      |                |                               |                               |                               |  |
|  | Oklahoma State                       | Oklahoma State                       | 68                                   |      |                |                               |                               |                               |  |
|  | Oklahoma State                       | Oklahoma State                       | 68                                   |      |                |                               |                               |                               |  |
|  | Bradley                              | Bradley                              | 57                                   |      |                |                               |                               |                               |  |
|  | Bradley                              | Bradley                              | 57                                   |      | Oklahoma State | Oklahoma State                | 77                            |                               |  |
|  |                                      |                                      |                                      |      | Oklahoma State | Oklahoma State                | 77                            |                               |  |
|  |                                      |                                      | Utah                                 | Utah | 55             |                               |                               |                               |  |
|  | Utah                                 | Utah                                 | Utah                                 | Utah | 55             | 60                            |                               |                               |  |
|  | Utah                                 | Utah                                 |                                      |      |                | 60                            |                               |                               |  |
|  | Illinois                             | Illinois                             | 58                                   |      |                |                               |                               |                               |  |
|  | Illinois                             | Illinois                             | 58                                   |      |                |                               |                               |                               |  |
|  |                                      |                                      |                                      |      |                |                               |                               |                               |  |

|  | Partido de consolación Sábado, 28 de noviembre |          |    |  |
|  |                                                |          |    |  |
|  | Bradley                                        | Bradley  | 72 |  |
|  | Bradley                                        | Bradley  | 72 |  |
|  | Illinois                                       | Illinois | 68 |  |
|  | Illinois                                       | Illinois | 68 |  |

- Partidos en el Orleans Arena

Viernes, 27 de noviembre

Wofford 81, Southern 66 

Seattle 67, Presbyterian 63
Sábado, 28 de noviembre

Presbyterian 71, Southern 69

Wofford 84, Seattle 83 
- Partidos en los Campus

Sábado, 14 de noviembre

Oklahoma State 86, Seattle 64

Miércoles, 18 de noviembre

Oklahoma State 93, Southern 61

Sábado, 21 de noviembre

Utah 88, Southern 48

Illinois 94, Presbyterian 48

Domingo, 22 de noviembre

Bradley 56, Wofford 54

Martes, 24 de noviembre

Seattle 77, Utah 74

Illinois 78, Wofford 64

Bradley 71, Presbyterian 58